# Ross Elliott
Ross Elliott, születési nevén Elliott Blum (Bronx, New York, 1917. június 18. – Los Angeles, 1999. augusztus 12.) amerikai színész. New York külvárosában született. Pályafutása az Orson Welles vezette Mercury Theatre nevű színházban indult. Wellesszel közreműködött abban a rádiós műsorban, ahol a színész felolvasta a Világok harca c. bestsellert.
Több mint száz televíziós műsorban szerepelt, többek közt a Lassie sorozatban (1954). Ismert szerepe még 1970-ből a Kelly hősei, ahol Bookert, Colt tábornok hírszerző tisztjét alakította. Szerepelt továbbá a Columbo c. sorozat Elfelejtett hölgy című epizódjában és a Dallasban.